# Filet-O-Fish
Le Filet-O-Fish (filet de poisson au Québec et au Nouveau-Brunswick) est un sandwich vendu par la chaîne de restauration rapide McDonald's.

## Description
Le Filet-O-Fish contient un filet de poisson pané fait essentiellement de colin d'Alaska et/ou de hoki, une demi tranche de fromage fondu et une sauce tartare. Il est servi sur un petit pain sans graines de sésame.

### Valeurs nutritionnelles
Valeurs nutritionnelles pour un Filet-O-Fish d'après le site de McDonald's.
|                          | Par produit         | Apport de référence (AR *) |
| ------------------------ | ------------------- | -------------------------- |
| Énergie                  | 1 391 kJ / 331 kcal | 17 %                       |
| Matière grasse           | 13 g                | 19 %                       |
| dont acides gras saturés | 2,6 g               | 13 %                       |
| Glucides                 | 37 g                | 14 %                       |
| dont sucres              | 4,8 g               | 5 %                        |
| Fibres                   | 2 g                 | -                          |
| Protéines                | 15 g                | 31 %                       |
| Sel                      | 1,5 g               | 24 %                       |

* Correspond au pourcentage de l’apport de référence quotidien pour un adulte type (8 400 kJ / 2 000 kcal).

## Histoire

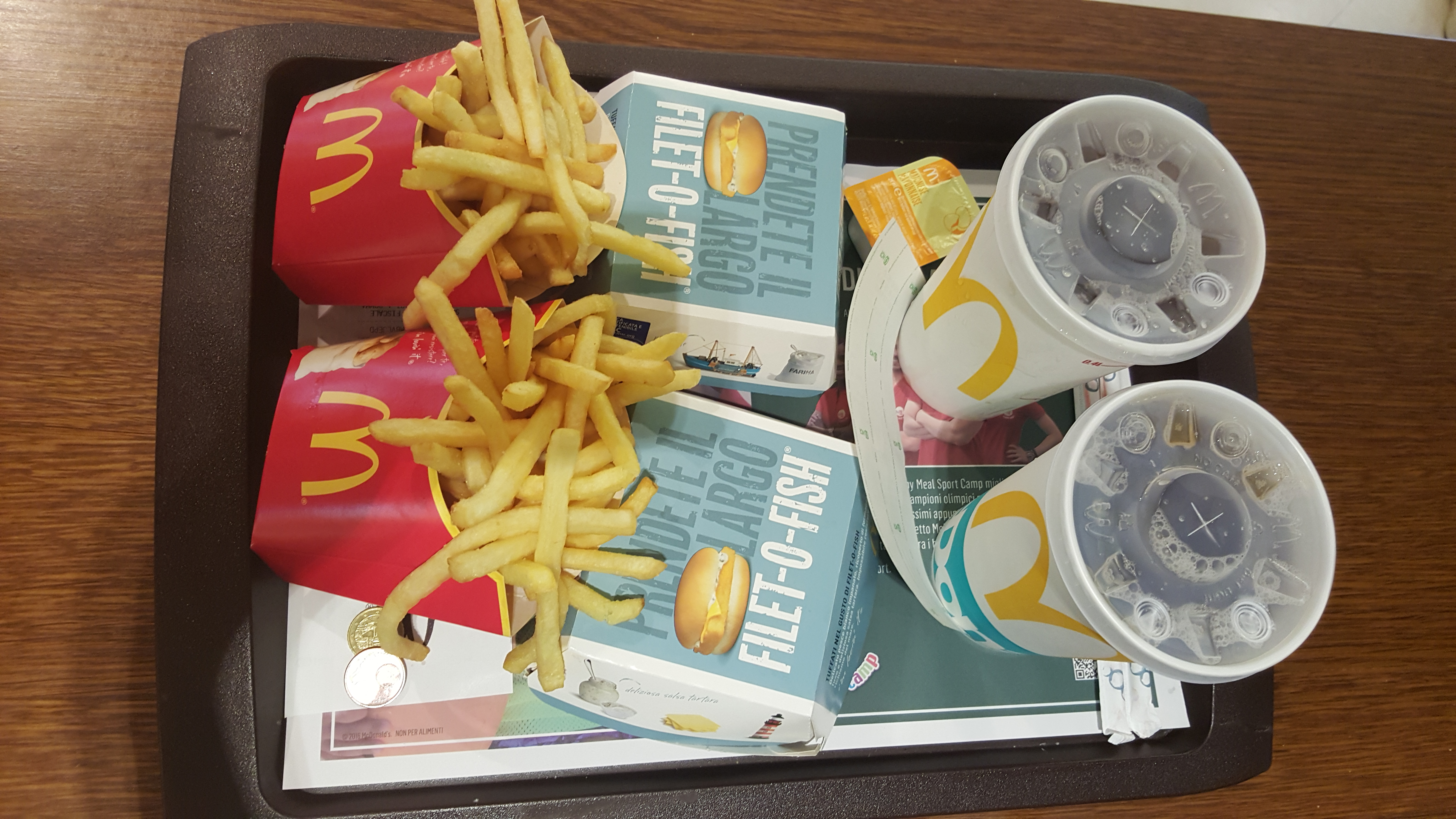
Filet-O-Fish au McDonalds d'un centre commercial de Sardaigne.

En 1962, Lou Groen, patron du premier restaurant franchisé de la région de Cincinnati, est confronté à un problème de trésorerie car sa clientèle, constituée à 87 % de catholiques, s'abstient de viande le vendredi ainsi que pendant le carême,. Le vendredi, la plupart de ses clients vont chez son concurrent Frisch, dont l'enseigne Big Boy propose un sandwich au poisson,,,,. 
Groen invente alors une nouvelle recette de sandwich au poisson, avec une pâte spéciale et une sauce tartare et la propose au siège de l'entreprise où elle est mise en concurrence avec le Hula Burger, un pain froid avec une tranche d'ananas, mis au point par Ray Kroc, propriétaire de McDonald's. Si les ventes du sandwich de Groen dépassent de beaucoup celles du Hula Burger, la chaîne fait, pour des raisons de coût, modifier la recette, le flétan étant remplacé par de la morue de l'Atlantique tandis qu'une tranche de fromage est ajoutée,.
À l'époque, c'est donc le seul sandwich de la chaîne à être au poisson et il est rapidement distribué dans tous les États-Unis. Le sandwich se révèle aussi populaire parmi les juifs et les musulmans dont les observances alimentaires interdisent la plupart des autres sandwichs de la chaîne, dont la viande n'est pas cacher ou halal.